# Thu Phong
Thu Phong là một xã thuộc huyện Cao Phong, tỉnh Hòa Bình, Việt Nam.
Xã Thu Phong có diện tích 18,34 km², dân số năm 1999 là 3119 người, mật độ dân số đạt 170 người/km².